# Raniere
Raniere Silva dos Santos (Itanhém, 16 de agosto de 1980), é um ex-futebolista brasileiro que atuava como goleiro.

## Carreira
Foi revelado nas categorias de base do América Mineiro.
Na Seleção Brasileira, Raniere teve destaque quando disputou com a Seleção Sub-17 o Campeonato Mundial da categoria em 1997 no Egito. Na oportunidade, o Brasil se sagrou campeão invicto da competição, e Andrey marcou um gol em quatro jogos disputados.[carece de fontes?]
Em abril de 2002, rescindiu na justiça seu contrato com o América Mineiro.
Iniciou 2007 pelo CRB.
Em 2007, foi contratado pelo ABC.
Chegou a ser anunciado como reforço do Novo Hamburgo para a temporada de 2010, mas nem chegou a atuar pelo time gaúcho.
Pelo Sampaio Correia, foi titular na campanha do título da Copa São Luís 2013. Ao fim de 2013, não teve o contrato renovado.
No início de 2014, acertou com o Maranhão Atlético Clube. Pelo clube, foi rebaixado no Estadual.
No fim do primeiro semestre de 2014, após o Campeonato Maranhense, acertou com Moto Club. Neste ano, passou quase todo no banco de reservas.
No ano seguinte, foi eleito o melhor goleiro do Campeonato Maranhense de 2015.

## Títulos
América Mineiro
- Copa Sul-Minas: 2000
- Campeonato Mineiro: 2001
- Taça Minas Gerais: 2005

Sampaio Corrêa
- Campeonato Maranhense: 2003

América de Natal
- Copa RN: 2006

ABC
- Campeonato Potiguar: 2007, 2008
- Copa RN: 2008

Ipantiga
- Campeonato Mineiro de Futebol do Interior: 2010
- Taça Minas Gerais: 2011

Seleção Brasileira
- Campeonato Sul-Americano Sub-17 - 1997
- Campeonato Mundial Sub-17: 1997